# SN 2004dr
SN 2004dr – supernowa typu II-P odkryta 9 sierpnia 2004 roku w galaktyce E479-G42. W momencie odkrycia miała maksymalną jasność 17,50m.